# Blainville (Québec)
Pour les articles homonymes, voir Blainville.
Blainville est une ville du Québec (Canada) se situant dans les Basses-Laurentides sur la Rive-Nord de Montréal, à environ 25 km au nord de la métropole. Blainville fait partie de la municipalité régionale de comté (MRC) de Thérèse-De Blainville. Avec une population de 61 114 habitants en 2024, Blainville est la 3e ville la plus peuplée de la région administrative des Laurentides après Saint-Jérôme et la 18e plus peuplée du Québec.

## Histoire
Louis de Buade de Frontenac, ayant le désir du développement de la Nouvelle-France va concéder des terres à des gens haut placés dans la société qui ainsi acquirent le titre de seigneurs. C'est ainsi qu'est créée la seigneurie des Mille-Îles, au nord de la rivière des Mille-Îles.
En 1792, la mésentente entre le Seigneur Hertel et la Seigneuresse Lamarque entraîne la scission de cette seigneurie par une division nommée la Grande Ligne (maintenant connue sous le nom du boulevard du Curé-Labelle (route 117). En 1968, la Ville de Blainville ne fait désormais plus affaire avec la paroisse Sainte-Thérèse-de-Blainville, lui donnant officiellement le titre de ville le 14 juin.
La seigneurie porte le nom de son troisième seigneur, Jean-Baptiste Céloron de Blainville (1660-1756).

## Géographie
La ville de Blainville est se trouve à la limite sud de la région des Basses-Laurentides, au nord de la rivière des Mille Îles, sur la rive nord de la région métropolitaine de Montréal. Le terrain est en général celui de la plaine du Saint-Laurent et faisait partie autrefois d'une zone fortement agricole. Le réseau routier, qui comprend l'autoroute 15 et la route 117, en a fait graduellement une ville-dortoir depuis les années 1980.

### Hydrographie
La rivière aux Chiens, affluent de la rivière des Mille Îles qui coule vers l'est, délimite le sud de la municipalité.

## Climat

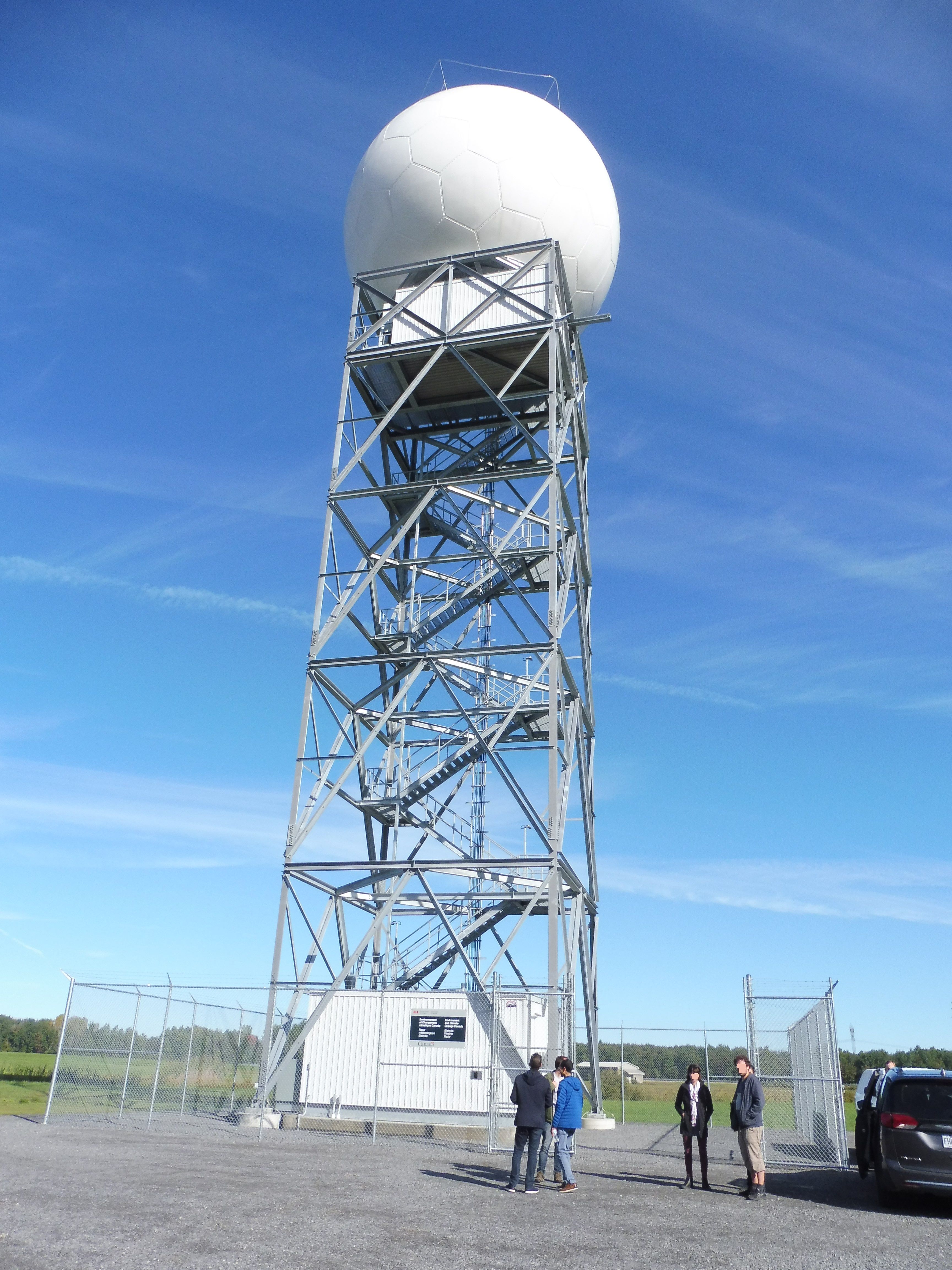
Radar de Blainville du réseau canadien de radars météorologiques (2018).

La région possède un climat continental humide à forte amplitude thermique. De 1981 à 2010, la température moyenne annuelle s'est élevée à 5,7 °C avec le maximum mensuel le plus élevé de 25,7 °C en juillet et le minimum moyen le plus bas de −16,5 °C en janvier. On y compte en moyenne chaque année 8 jours au-dessus de 30 °C et 28 jours en dessous de −20 °C.
D'après la classification de Köppen : la température moyenne du mois le plus froid est inférieure à 0 °C et celle du mois le plus chaud est supérieure à 10 °C donc c'est un climat continental. Les précipitations sont stables, donc il s'agit d'un climat continental froid sans saison sèche. L'été est tempéré car la température moyenne du mois le plus chaud est inférieure à 22 °C et les températures moyennes des 4 mois les plus chauds sont supérieures à 10 °C (juin à septembre). Donc le climat de Blainville est classé comme Dfb dans la classification de Köppen, soit un climat continental humide avec été tempéré.
Les précipitations atteignent en moyenne 1 067,7 mm d'équivalent en eau par année, dont la majorité sous forme de pluie mais 229 cm sous forme de neige. Le printemps et l'automne voient des pluies provenant de systèmes dépressionnaires mais en été c'est plutôt sous forme d'averses ou d'orages localisés. L'hiver les plus grosses tempêtes de neige arrivent en décembre et mars alors que janvier et février sont des mois plus ensoleillés mais très froids.
| Mois                              | jan.  | fév.  | mars | avril | mai  | juin  | jui. | août | sep. | oct. | nov.  | déc.  | année   |
| --------------------------------- | ----- | ----- | ---- | ----- | ---- | ----- | ---- | ---- | ---- | ---- | ----- | ----- | ------- |
| Température minimale moyenne (°C) | −16,5 | −14,8 | −8,5 | 0     | 6,3  | 11,4  | 14   | 12,7 | 8,1  | 2    | −3,4  | −11,5 | 0       |
| Température maximale moyenne (°C) | −6,5  | −4,3  | 1,3  | 10,8  | 18,5 | 23,4  | 25,7 | 24,7 | 19,9 | 12,5 | 4,7   | −2,7  | 10,7    |
| Précipitations (mm)               | 87,9  | 64,6  | 70,4 | 88    | 86,8 | 103,1 | 91,9 | 96   | 91,7 | 96,5 | 103,2 | 87,6  | 1 067,7 |
| dont pluie (mm)                   | 32    | 21,8  | 30,7 | 72,9  | 86,5 | 103,1 | 91,9 | 95,9 | 91,7 | 93,1 | 80,4  | 36    | 835,9   |
| dont neige (cm)                   | 55,8  | 43,1  | 38,5 | 14    | 0,3  | 0     | 0    | 0    | 0    | 3,1  | 22,8  | 51,3  | 228,8   |

## Démographie
| 1991   | 1996   | 2001   | 2006   | 2011   | 2016   | 2021   |
| ------ | ------ | ------ | ------ | ------ | ------ | ------ |
| 22 679 | 29 603 | 36 029 | 46 493 | 53 510 | 56 863 | 59 819 |

## Urbanisme

### Quartiers
Le territoire de Blainville s'étend sur 54,62 km2 et est divisé en 12 districts :
- Fontainebleau (1)
- de la Côte-Saint-Louis (2)
- Saint-Rédempteur (3)
- du Plan-Bouchard (4)
- Notre-Dame-de-L’Assomption (5)
- Chante-Bois (6)
- des Hirondelles (7)
- d'Alençon (8)
- de la Renaissance (9)
- du Blainvillier (10)
- du Coteau (11)
- Henri-Dunant (12)

#### Statistiques immobilières
Quelques statistiques immobilières de Blainville en 2016 :
- Nombre de résidences privées 20 600
- Maisons individuelles non attenantes 13 975
- Maisons jumelées 1 150
- Maisons en rangées 270
- Parcs 46
- Pistes cyclables 50 km

### Bibliothèque Paul-Mercier
La Bibliothèque Paul-Mercier est située au 1003, rue de la Mairie. Il s'agit d'une construction de 3 000 m2 qui date de 2015. La bibliothèque à l'architecture moderne a été pensée par Menkès Shooner Dagenais Letourneux Architectes. Le coût de la construction s'est élevé à 12 M$.

### Paroisses catholiques
Le 1er janvier 2005, le diocèse de Saint-Jérôme érigea la Paroisse Sainte-Famille sur une partie du territoire de Blainville. Cette nouvelle paroisse est issue de la fusion des paroisses Notre-Dame-de-l'Assomption et Saint-Rédempteur.[réf. nécessaire]

## Administration

### Provinciale et fédérale
Au niveau provincial, la ville est incluse dans les circonscriptions de Blainville et Groulx. Au niveau fédérale, elle fait partie de la circonscription de Thérèse—De Blainville.

### Mairie

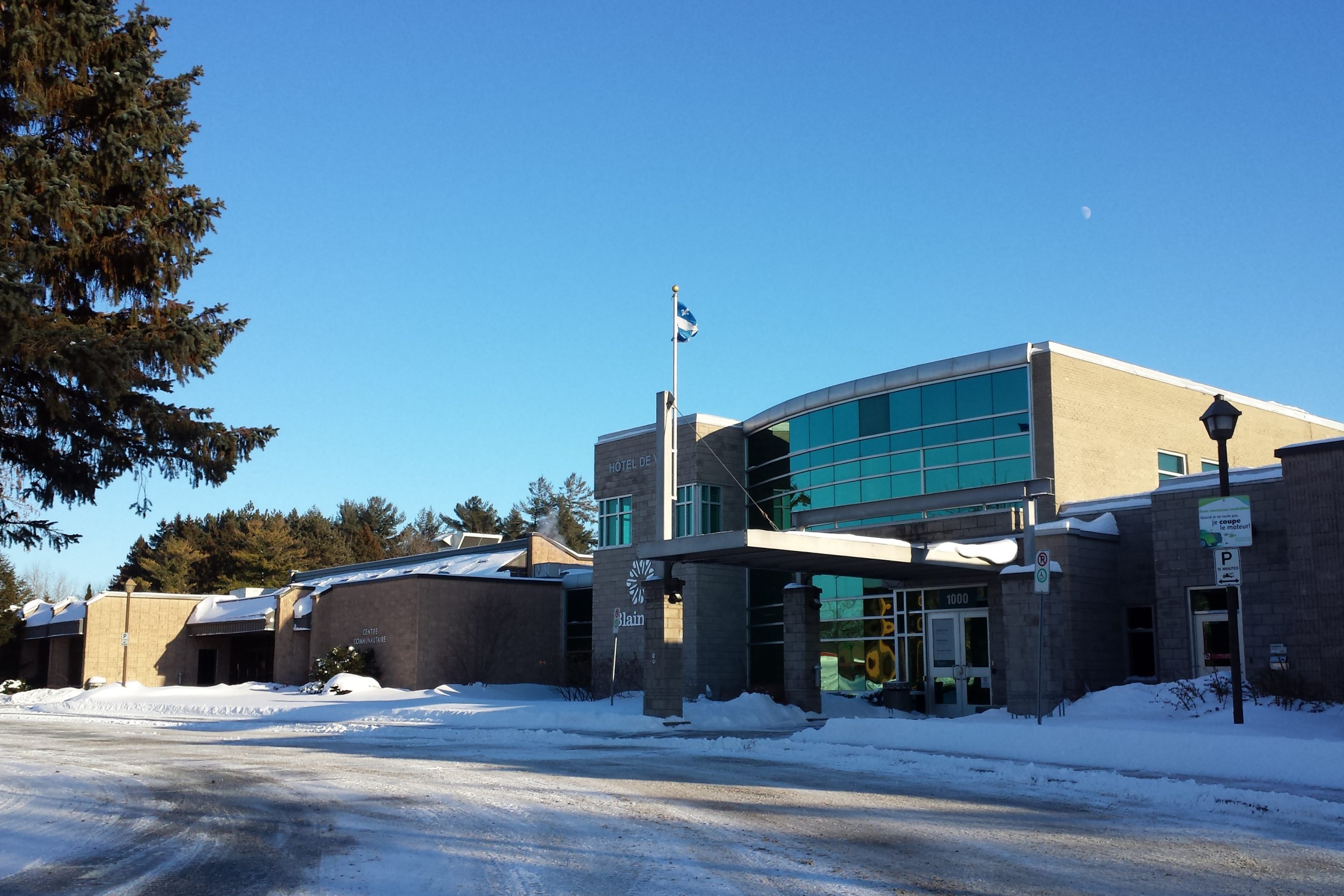
Hôtel de ville

Les élections municipales se font en bloc et suivant un découpage de six districts.
| Blainville Maires depuis 2001                                                                                        |                   |         |          |
| Élection | Maire             | Qualité | Résultat |
| 2001 | Pierre Gingras    |         | Voir     |
| 2005 | François Cantin   |         | Voir     |
| 2009 | François Cantin   | Voir    |          |
| 2013 | Richard Perreault |         | Voir     |
| 2017 | Richard Perreault | Voir    |          |
| 2021 | Liza Poulin       |         | Voir     |
| Élection partielle en italique Depuis 2005, les élections sont simultanées dans toutes les municipalités québécoises |                   |         |          |

## Service de police
Si, en 2004, la ville avait songé à la fusion de son service de police avec celui de la Régie Intermunicipale de Police Thérèse-De Blainville qui venait de voir le jour, François Cantin, le nouveau maire, a décidé qu'il n'en serait rien. Dans le même esprit, un poste de police d'une valeur de 8.2 millions de dollars ouvre en 2009.
Le service de police a été le premier en Amérique du Nord à se doter de la nouvelle technologie d'ordinateur véhiculaire intégré à même le tableau de bord, ceci en collaboration avec la compagnie Intercel. Ceci permet aux policiers d'avoir plus d'espace dans leurs véhicules de patrouille, munis de caméras véhiculaires, de cinémomètre Doppler, de système E-Ticketing (contraventions informatisées) ainsi que de barres de gyrophares LED à très haute intensité.

## Jumelages
- Chambéry (France) depuis 1985[11],[12]

## Événements

### Événements sportifs
Conjointement avec Rosemère et Sainte-Thérèse, Blainville fut l'hôte des Jeux du Québec d'hiver en 2009. La candidature des trois villes était parrainée par Gaétan Boucher, champion olympique en patinage de vitesse.
En mars 2009, Blainville accueille les Jeux du Québec avec sa nouvelle piscine semi-olympique.
En juillet 2004, le Club de golf Le Fontainebleau a été l'hôte du Skins Game canadien où John Daly, Vijay Singh, Phil Mickelson et Hank Kuehne étaient présents.
En juillet 2010, le club de golf Le Fontainebleau a accueilli un tournoi du PGA Tour.
L'événement avait été prévu eu de nouveau en 2011 mais n'a pas eu lieu.

## Éducation
Le Centre de services scolaire des Mille-Îles (CSSMI) administre les écoles francophones
10 écoles primaires:
- École Chante-Bois (1981)[14]
- École de Fontainebleau (2000)[15]
- École de la Renaissance (1992)[16]
- École de la Seigneurie (1990)[17]
- École de l'Aquarelle (1997)[18]
- École de l'Envolée (1994)[19]
- École des Ramilles (1999)[20]
- École des Semailles (2003)[21]
- École Notre-Dame-de-l’Assomption (1956)[22]
- École Plateau Saint-Louis[23]
  - Pavillon Plateau Saint-Louis (1962)
  - Pavillon Saint-Edmond (1948)

L'école Terre-Soleil (1973) à Sainte-Thérèse et l'école Le Tournesol (1979) à Lorraine servent à d'autres parties de la ville.
2 écoles secondaires:
- École secondaire Henri-Dunant (2005)
- École secondaire Lucille-Teasdale (2000)

École secondaire Hubert-Maisonneuve à Rosemère (1991), à l'École secondaire Rive-Nord à Bois-des-Filion (1994), et Polyvalente Sainte-Thérèse à Sainte-Thérèse servent à d'autres parties de la ville. (1974)
La Commission scolaire Sir Wilfrid Laurier administre les écoles anglophones:
- Pierre Elliott Trudeau Elementary School (2001)[25]

## Dans la culture populaire

### Au cinéma
Plusieurs longs-métrages américains ont été tournés à Blainville :
- Mon voisin le tueur (The Whole Nine Yards, 1999), réalisé par Jonathan Lynn, avec Bruce Willis et Matthew Perry
- Battlefield Earth (1999), réalisé par Roger Christian, avec John Travolta et Forest Whitaker
- Driven (2001), réalisé par Renny Harlin, avec Sylvester Stallone et Burt Reynolds
- Rollerball (2002), réalisé par John McTiernan, avec Chris Klein, LL Cool J et Jean Reno
- La Somme de toutes les peurs (The Sum of All Fears, 2002), réalisé par Phil Alden Robinson, avec Ben Affleck, Morgan Freeman et Liev Schreiber
- Sans frontière (Beyond Borders, 2003), réalisé par Martin Campbell, avec Angelina Jolie et Clive Owen
- Maman, j'ai raté l'avion! (ça recommence) (Home Sweet Home Alone, 2021), réalisé par Dan Mazer[27]

#### The Whole Nine Yards
Le tournage du film Mon voisin le tueur (The Whole Nine Yards) a eu lieu autour de deux propriétés de la rue Marcel-Giguère dans le Bas-Ste-Thérèse. Les banderoles de Blainville arborant le slogan « D'un naturel invitant » sont visibles pendant plusieurs secondes du film.[réf. nécessaire]

#### Rollerball
Le tournage de Rollerball a causé l'émoi lorsqu'un incendie s'est déclaré sur le plateau. L'entrepôt où était tourné le film n'a subi que des dommages mineurs. Situé à l'angle de la route 117 et de la 36e avenue Est, l'entrepôt a été démoli il y a quelques années et pour faire place au futur poste de police et à un projet domiciliaire.[réf. nécessaire]

### Personnalités
- Pierre Céloron de Blainville, (1693-1759), explorateur et militaire.
- Benoît Langlais, (1983-), comédien.
- Aleksandra Wozniak, joueuse de tennis professionnelle.
- Pierre Dagenais, joueur de hockey sur glace professionnel.
- Jean-Sébastien Giguère, joueur de hockey sur glace professionnel.
- Francis Desjardins (né le 14 août 1991 à Québec), joueur de Scrabble, champion du monde senior en 2011.
- Pascal Dupuis ancien joueur de hockey sur glace des Penguins de Pittsburgh